# Alexandre Quintanilha
Alexandre Tiedtke Quintanilha GOSE (n. Lourenço Marques, actual Maputo, Mozambique, 9 de agosto de 1945), es un físico portugués, exdirector del Instituto de Biología Molecular y Celular de la Universidad de Oporto y profesor del Instituto de Ciencias Biomédicas Abel Salazar (ICBAS).

## Biografía
Hijo de padre portugués, el Prof. Doctor Aurélio Quintanilha, biólogo especialista en botânica, natural de Azores, y de madre alemana, Lucya Tiedtke, Alexandre Quintanilha completó los estudios secundarios en Lourenço Marques, habiendo proseguido los estudios universitarios en Sudáfrica. 
Se licenció en física teórica en 1968 por la Universidad de Witwatersrand (Johannesburgo) y se doctoró en física del estado sólido en 1972 por la misma universidad.
En 1972 se fue a California (Estados Unidos), donde cambió de especialidad, de la física a la biología. Trabajó durante varios años en la Universidad de California en Berkeley, donde fue director del Centro de Estudios Ambientales, habiendo desarrollado investigación en esa área. Entre 1983 y 1990, fue director asistente en el Laboratorio Nacional Lawrence, sección de Energía y Ambiente, y, entre 1987 y 1990, desempeñó el cargo de director del Centro de Estudio de Tecnología de la Biosfera.
En 1990 se desplazó a Portugal, donde dirigió el Instituto de Biología Molecular y Celular de la Universidad de Oporto. En 1991 fue nombrado director del Centro de Citología Experimental y profesor en el Instituto de Ciencias Biomédicas Abel Salazar (ICBAS), de la Universidad de Oporto. Es profesor catedrático del ICBAS, director del Centro de Citología Experimental y coordinador del Instituto de Biología Molecular y Celular, también en Oporto.
Publicó cerca de 100 artículos en varias revistas científicas de nivel mundial, fue editor y autor de seis volúmenes en áreas de la Biología y Ambiente, fue consultor de redacción de la Enciclopédia de Física Aplicada y escribió decenas de artículos e informes en libros y revistas, siendo aún coordinador y autor de varios trabajos en las áreas de la biología, el medio ambiente y la física aplicada.

## Vida política
Alexandre Quintanilha entró en la vida política en 2015, cuando se presentó como cabeza de lista del Partido Socialista por la circunscripción de Oporto en las elecciones legislativas de 2015.

## Vida privada
Quintanilha mantiene desde 1978 una relación amorosa con Richard Zimler, romancista, periodista y profesor estadounidense, naturalizado portugués en 2002. La pareja, residente en Oporto desde 1990, fue una de las primeras en contraer matrimonio una vez legalizado el matrimonio entre personas del mismo sexo en Portugal.

## Premios y reconocimientos
El 17 de marzo de 1993 fue reconocido como Gran Oficial de la Orden Militar de Santiago de la Espada.
En 2019 fue nombrado doctor honoris causa por la Universidad de Évora.